# سلمان أباد (جهاد أباد كرمان)
سلمان أباد (بالفارسية: سلمان‌آباد) هي منطقة سكنية تقع في إيران في البلدة المركزية. يقدر عدد سكانها بـ 348 نسمة .